# Наступ на Манбідж (2024)
Наступ на Манбідж — військова кампанія, розпочата протурецькою Сирійською національною армією (СНА) та турецькими ВПС проти позицій Сирійських демократичних сил у Манбіджі, що тривала з 6 по 11 грудня 2024 року. Кампанія була частиною операції «Світанок свободи» і відбувалася одночасно з наступом на Дейр-ез-Зор і більш широкими наступальними діями сирійської опозиції. Демократичні сили Сирії вивели свої війська 11 грудня після п'яти днів конфлікту після угоди про припинення вогню, укладеної за посередництва США.

## Передумови
Після захоплення Телль-Ріфаату підтримувана Туреччиною Сирійська національна армія оголосила про початок військової кампанії, спрямованої на Манбідж, стратегічне місто в східній частині Алеппо. Цей наступ мав особливе значення, оскільки Манбідж був останньою територією, контрольованою Сирійськими демократичними силами на захід від річки Євфрат, де угруповання зберігало свою присутність за військової підтримки США. Військові дії опозиції відбувалися в рамках операції «Світанок волі» одночасно з операцією «Стримування агресії», яка просувалася від Ідлібу до Хомсу.
Оперативний штаб «Світанок свободи», який входить до складу СНА, заявив, що, хоча їхньою головною метою залишається усунення уряду Асада, вони мусили залучити СДС через те, що вони охарактеризували як напади на утримувані опозицією села в сільській місцевості Алеппо. Оперативний штаб випустив рекомендації з цивільної безпеки для мешканців Манбіджа з проханням дотримуватися дистанції від військових об'єктів.
За повідомленнями, турецька влада відхилила спроби комунікації з СДС за посередництва Росії, дотримуючись своєї позиції, що ця група є сирійською лункою Робітничої партії Курдистану (РПК). Перед наступом Туреччина висунула військові ультиматуми Демократичним силам Сирії з вимогою відвести війська на схід від річки Євфрат, які СДС відмовилися прийняти.
4 грудня 2024 року СДС повідомили про зіткнення в Дейр-Хафірі та в південному регіоні Манбідж і підтвердили жертви серед бійців СНА.
Військові аналітики заявили, що наступ узгоджується з турецькими ініціативами щодо створення коридору безпеки вздовж північного кордону Сирії. Цей стратегічний план мав на меті створення 30-кілометрової буферної зони на територіях, контрольованих підтримуваними США Сирійськими демократичними силами. Президент Туреччини Реджеп Тайїп Ердоган підкреслив зв'язок операції з проблемами національної безпеки, зокрема з діяльністю курдських бойових угруповань у Туреччині та Сирії.

## Наступ
З 6 грудня 2024 року урядові війська розпочали масштабні військові операції у східній сільській місцевості провінції Алеппо, кількість яких постійно зростала. Операції включали інтенсивну розвідку з безпілотників і артилерійські удари по кількох селах на північному заході Манбіджа, що перебувають під контролем Демократичних сил Сирії, включаючи Аун ад-Дадат, ад-Дарадж, Умм-Джалуд, Саяда і Умм-Адас. Військова рада Манбіджа (ВРМ), що діє під командуванням Демократичних сил Сирії, повідомила, що розвідувальні літаки, які, за твердженням Демократичних сил Сирії, належать Туреччині, неодноразово здійснювали бомбардування. Рада також повідомила, що турецькі безпілотники приблизно двадцять разів використовувалися вздовж кордону між Туреччиною і Демократичними силами Сирії на трьох різних напрямках, в тому числі в напрямку Манбіджа і сусіднього Ель-Баб.
За словами лідера Ради Шерфана Дарвіша, сили Демократичних сил Сирії успішно відбили спроби проникнення вздовж лінії фронту. За даними MMC, Демократичні сили Сирії утримують контроль над містом Манбідж і його околицями, містом Аль-Аріма поблизу Ель-Баба і Табкою в провінції Ракка. Попри поширення відеозаписів, на яких видно військове угруповання СНА поблизу Манбіджа, яке, за твердженням MMC, включало турецьких найманців, керівництво СДС відкинуло їх як застарілі матеріали, охарактеризувавши їх як складові частини кампанії інформаційної війни. Адміністрація виступила із заявами про готовність протистояти наступу, характеризуючи операції, підтримувані Туреччиною, як загрозу регіональній стабільності та міжобщинним відносинам.
6 грудня внаслідок турецького артилерійського обстрілу Манбіджа загинув боєць Демократичних сил Сирії, інші зазнали поранень.
7 грудня двох бійців Демократичних сил Сирії вбито й поранено внаслідок удару турецького безпілотника-камікадзе по позиціях у місті Манбідж. Сирійська національна армія стверджувала, що захопила Джаблех Аль-Хамру і Таль-Асвад, але Демократичні сили Сирії стверджували, що відбивали будь-які атаки на кількох фронтах.
8 грудня турецьке державне агентство «Анадолу» повідомило, що сили СНА захопили Аріма і Умм-Дадат. Туреччина почала підтримувати наступ СНА, завдаючи ударів безпілотниками по позиціях Демократичних сил Сирії. Турецькі звіти стверджують, що 80 % Манбіджа захоплено силами СНА. Військова рада Манбіджа заперечувала будь-які переговори між СНА. Сирійська обсерваторія з прав людини (SOHR) повідомила, що СНА отримала контроль над іншими «великими районами міста» і частково відвела сили на схід від Євфрату. Після заяв Туреччини про захоплення значної частини провінції, адміністрація Манбіджа оприлюднила відео біля урядової будівлі в центрі Манбіджа, заявивши, що сили, які підтримуються Туреччиною, не змогли прорватися в місто і що Демократичні сили Сирії мають намір утримувати Манбідж.
9 грудня турецьке державне агентство «Анадолу» заявило, що місто захопили війська СНА. СДС заперечують це, називаючи це «психологічною війною» і «пропагандою». SOHR заявила, що СНА захопила більшу частину міста, заявивши про відхід Військової ради Манбіджа, за винятком позицій у тилу Манбіджа. Також повідомлялося, що після проведення переговорів США і Туреччина досягли угоди, згідно з якою Демократичні сили Сирії вивели свої сили з Манбіджа.
10 грудня SOHR повідомила, що протурецькі угруповання розпочали «операції помсти» проти цивільних осіб, які живуть уздовж дороги Аль-Джазіра і в районах Аль-Асадія і Наваджа. Війська вбили щонайменше трьох курдських цивільних осіб, одна з яких була жінкою, а також спалили і розграбували кілька цивільних будинків, «принижуючи» їхніх мешканців.
11 грудня Мазлум Абді, головнокомандувач СДС, оголосив, що солдати Демократичних сил Сирії «будуть виведені з цього району якнайшвидше» після укладення угоди про припинення вогню за посередництва США.

## Наслідки
- Пізніше того ж місяця турецькі збройні сили почали завдавати авіаударів по околицях Кобані[34].

- 23 грудня Демократичні сили Сирії розпочали наступ у східній частині Алеппо, щоб відновити контроль над позиціями навколо дамби Тішрін і захопити подальшу територію вздовж річки Євфрат.